# 瓢飲堅唇介
瓢飲堅唇介（学名：Sclerochilus piaoyina）为魚形介科堅唇介屬下的一个种。